# Diskografija sastava Dire Straits
Ova stranica predstavlja detaljnu diskografiju britanskog rock sastava Dire Straits.

## Albumi

### Studijski albumi
| Godina | Album                                       | Glazbena lista | Glazbena lista                        | Glazbena lista | Glazbena lista | Glazbena lista | Glazbena lista | Glazbena lista | Tiraža (prag prodaje)                               |    |    |                                                    |
| ------ | ------------------------------------------- | -------------- | ------------------------------------- | -------------- | -------------- | -------------- | -------------- | -------------- | --------------------------------------------------- | -- | -- | -------------------------------------------------- |
| Godina | Album                                       | 1978.          | Dire Straits - Izdan: 7. srpnja 1978. | 5.             | —              | 1.             | 17.            | 10.            | Tiraža (prag prodaje)                               | 6. | 2. | - UK: 2× multiplatinasta - SAD: 2× multiplatinasta |
| 1979.  | Communiqué - Izdan: 15. lipnja 1979.        | 5.             | —                                     | —              | 7.             | 2.             | 1.             | 11.            | - UK: platinasta - SAD: zlatna                      |    |    |                                                    |
| 1980.  | Making Movies - Izdan: 17. listopada 1980.  | 4.             | —                                     | 6.             | 15.            | 1.             | 4.             | 19.            | - UK: 2× multiplatinasta - SAD: platinasta          |    |    |                                                    |
| 1982.  | Love Over Gold - Izdan: 20. rujna 1982.     | 1.             | —                                     | 1.             | 1.             | 1.             | 2.             | 19.            | - UK: 2× multiplatinasta - SAD: zlatna              |    |    |                                                    |
| 1985.  | Brothers in Arms - Izdan: 13. svibnja 1985. | 1.             | 1.                                    | 1.             | 1.             | 1.             | 1.             | 1.             | - UK: 13× multiplatinasta - SAD: 9× multiplatinasta |    |    |                                                    |
| 1991.  | On Every Street - Izdan: 9. rujna 1991.     | 1.             | 1.                                    | 1.             | 1.             | 1.             | 1.             | 12.            | - UK: 2× multiplatinasta - SAD: platinasta          |    |    |                                                    |

### Albumi uživo
| Godina | Album                                     | Glazbena lista | Glazbena lista                    | Glazbena lista | Glazbena lista | Glazbena lista | Glazbena lista | Glazbena lista | Tiraža (prag prodaje) |     |     |                                |
| ------ | ----------------------------------------- | -------------- | --------------------------------- | -------------- | -------------- | -------------- | -------------- | -------------- | --------------------- | --- | --- | ------------------------------ |
| Godina | Album                                     | 1984.          | Alchemy - Izdan: 12. ožujka 1984. | 3.             | 55.            | —              | 9.             | 7.             | Tiraža (prag prodaje) | 19. | 46. | - UK: platinasta - SAD: zlatna |
| 1993.  | On the Night - Izdan: 10. svibnja 1993.   | 4.             | 97.                               | 5.             | 1.             | 1.             | 1.             | 116.           |                       |     |     |                                |
| 1995.  | Live at the BBC - Izdan: 26. lipnja 1995. | 71.            | —                                 | —              | —              | —              | —              | —              |                       |     |     |                                |

### Kompilacije
| Godina | Album                                                                           | Glazbena lista | Glazbena lista                            | Glazbena lista | Glazbena lista | Glazbena lista | Glazbena lista | Glazbena lista | Tiraža (prag prodaje) |    |     |                                            |
| ------ | ------------------------------------------------------------------------------- | -------------- | ----------------------------------------- | -------------- | -------------- | -------------- | -------------- | -------------- | --------------------- | -- | --- | ------------------------------------------ |
| Godina | Album                                                                           | 1988.          | Money for Nothing - Izdan: listopad 1988. | 1.             | —              | 3.             | 3.             | 3.             | Tiraža (prag prodaje) | 8. | 62. | - UK: 4× multiplatinasta - SAD: platinasta |
| 1998.  | Sultans of Swing: The Very Best of Dire Straits - Izdan: kolovoz 1998.          | 6.             | 44.                                       | 4.             | 5.             | 2.             | 7.             | —              | - UK: zlatna          |    |     |                                            |
| 2005.  | Private Investigations: The Best of Dire Straits & Mark Knopfler - Izdan: 2005. | 20.            | 7.                                        | 35.            | 44.            | 5.             | 6.             | —              | - UK: zlatna          |    |     |                                            |

### EP
| Godina | EP                                           |     |
| ------ | -------------------------------------------- | --- |
| 1983.  | ExtendedancEPlay - Izdan: 10. siječnja 1983. | 53. |
| 1993.  | Encores - Izdan: 10. svibnja 1993.           | 59. |

## Singlovi
| Godina | Singl                          | Glazbena lista | Glazbena lista | Glazbena lista | Glazbena lista | Glazbena lista | Glazbena lista | Glazbena lista | Glazbena lista | Album                      |
| Godina | Singl                          | [ 1 ]          |                |                |                |                | [ 2 ]          | [ 3 ]          | [ 4 ]          | Album                      |
| ------ | ------------------------------ | -------------- | -------------- | -------------- | -------------- | -------------- | -------------- | -------------- | -------------- | -------------------------- |
| 1978.  | "Sultans of Swing"             | #8             | #6             | #6             | —              | #4             |                | #20            | #12            | Dire Straits               |
| 1979.  | "Water of Love"                | —              | #54            | —              | —              | —              |                | —              | —              | Dire Straits               |
| 1979.  | "Lady Writer"                  | #51            | #95            | #51            | —              | #45            |                | —              | —              | Communiqué                 |
| 1981.  | "Romeo and Juliet"             | #8             | —              | —              | —              | —              |                | —              | —              | Making Movies              |
| 1981.  | "Skateaway"                    | #37            | —              | —              | —              | #58            |                | —              | —              | Making Movies              |
| 1981.  | "Tunnel of Love"               | #54            | #62            | —              | —              | —              |                | #44            | #31            | Making Movies              |
| 1982.  | "Private Investigations"       | #2             | #21            | —              | #19            | —              |                | —              | #28            | Love Over Gold             |
| 1983.  | "Industrial Disease"           | —              | —              | #18            | —              | #75            |                | —              | —              | Love Over Gold             |
| 1983.  | "Twisting by the Pool"         | #14            | #2             | #18            | —              | #105           |                | #31            | —              | ExtendedancEPlay           |
| 1984.  | "Love Over Gold" (uživo)       | #50            | #46            | —              | —              | —              | —              | —              | —              | Alchemy: Dire Straits Live |
| 1985.  | "So Far Away"                  | #20            | #22            | #24            | —              | #19            | —              | —              | #33            | Brothers in Arms           |
| 1985.  | "Money for Nothing"            | #4             | #4             | #1             | #7             | #1             | #34            | #19            | —              | Brothers in Arms           |
| 1985.  | "Brothers in Arms"             | #16            | #57            | —              | —              | —              | —              | —              | —              | Brothers in Arms           |
| 1986.  | "Walk of Life"                 | #2             | #11            | #5             | #18            | #7             | —              | #15            | —              | Brothers in Arms           |
| 1986.  | "Your Latest Trick"            | #26            | —              | —              | —              | —              | —              | —              | —              | Brothers in Arms           |
| 1988.  | "Sultans of Swing" (reizdanje) | #62            | —              | —              | —              | —              | —              | —              | —              | Dire Straits               |
| 1991.  | "Calling Elvis"                | #21            | #8             | #4             | #8             | —              | #7             | #8             | #3             | On Every Street            |
| 1991.  | "Heavy Fuel"                   | #55            | #17            | #26            | —              | —              | #32            | #48            | #22            | On Every Street            |
| 1992.  | "On Every Street"              | #42            | —              | —              | —              | —              | #23            | —              | —              | On Every Street            |
| 1992.  | "The Bug"                      | #67            | —              | #21            | —              | —              | #44            | #52            | —              | On Every Street            |
| 1992.  | "You and Your Friend"          | —              | —              | —              | —              | —              | #49            | —              | —              | On Every Street            |
| 1993.  | "Encores"                      | #31            | #47            | —              | #19            | —              | #1             | #34            | #3             | Encores                    |
| 1993.  | "Your Lastest Trick" (uživo)   | —              | —              | #91            | —              | —              | —              | —              | —              | On the Night               |

## Vanjske poveznice
1. ↑  chartstats.com Dire Straits UK discography. chartstats.com. Inačica izvorne stranice arhivirana 23. srpnja 2012. Pristupljeno 19. ožujka 2009.
2. ↑  lescharts.com (French charts, Dire Straits 1984-). lescharts.com. Pristupljeno 19. ožujka 2009.
3. ↑  musicline.de (German charts). musicline.de. Inačica izvorne stranice arhivirana 3. ožujka 2016. Pristupljeno 19. ožujka 2009.
4. ↑  hitparadeitalia.it (Dire Straits discography). hitparadeitalia.it. Pristupljeno 19. ožujka 2009.